# (21656) Knuth
(21656) Knuth ist ein Asteroid des Hauptgürtels, der am 9. August 1999 vom tschechischen Astronomen Petr Pravec und seinem slowakischen Kollegen Peter Kušnirák an der Sternwarte Ondřejov (IAU-Code 557) in Tschechien entdeckt wurde.
Der Asteroid ist nach dem US-amerikanischen Professor für Informatik Donald E. Knuth (* 1938) benannt, der das Standardwerk The Art of Computer Programming verfasste und ab 1977 das Textsatzsystem TeX entwickelte.